# Rivière Couchepaganiche
La rivière Couchepaganiche est un affluent du lac Saint-Jean, coulant dans la municipalité de Métabetchouan–Lac-à-la-Croix, dans la municipalité régionale de comté (MRC) de Lac-Saint-Jean-Est, dans la région administrative de Saguenay–Lac-Saint-Jean, dans la province de Québec, au Canada. Le cours de la rivière Couchepaganiche traverse le canton de Caron.
La partie inférieure de la vallée de la rivière Couchepaganiche est desservie par la route 169 qui longe la rive sud-est du lac Saint-Jean. Cette vallée est aussi desservie par quelques routes forestières secondaires, surtout pour les besoins la foresterie et des activités récréotouristiques.
La foresterie et l'agriculture constituent les principales activités économiques de cette vallée ; les activités récréotouristiques, en second.
La surface de la rivière Couchepaganiche est habituellement gelée du début de décembre à la fin mars, toutefois la circulation sécuritaire sur la glace se fait généralement de la mi-décembre à la mi-mars.

## Géographie
Les principaux bassins versants voisins de la rivière Couchepaganiche sont :
- côté nord : lac Saint-Jean ;
- côté est : la Belle Rivière, rivière Bédard, Petite rivière Bédard, rivière Saguenay ;
- côté sud : lac de la Belle Rivière, la Belle Rivière, rivière des Aulnaies, rivière Métabetchouane, rivière Couchepaganiche Est ;
- côté ouest : rivière Métabetchouane, lac Saint-Jean.

La rivière Couchepaganiche prend sa source du plan d'eau du sud de Les Trois Lacs (longueur : 0,4 km ; altitude : 352 m) en zone forestière, situé au sud-est de la Montagne des Trois Pics Ronds. Cette source est située à :
- 12,8 km au sud-est de la route 169 ;
- 7,8 km à l’ouest du lac de la Belle Rivière ;
- 14,8 km au sud-est du centre du village de Métabetchouan ;
- 14,9 km au sud-est de la confluence de la rivière Couchepaganiche et du lac Saint-Jean ;
- 31,9 km au sud-ouest du centre-ville d’Alma[2].

À partir de sa source, la rivière Couchepaganiche coule sur 23,8 km avec une dénivellation de 251 m entièrement en zone forestière et agricole, selon les segments suivants :
- 7,8 km vers le nord-ouest, jusqu’à un coude de rivière près du croissement du chemin du Petit rang et de la route Saint-André ;
- 3,6 km vers le nord, courbant vers le nord-ouest en fin de segment, jusqu’à la décharge (venant du nord-ouest) du lac Skein ;
- 5,6 km vers le nord-est en serpentant en entrant en territoire agricole et en passant au nord d’une montagne, jusqu'à la confluence de la rivière Couchepaganiche Est (venant du sud) ;
- 6,8 km vers le nord-ouest en serpentant dans une plaine agricole, en coupant le chemin du 2e rang Ouest, la route 169 et le chemin de fer du Canadien National en fin de segment, jusqu'à son embouchure[2].

La rivière Couchepaganiche se déverse sur la rive sud-est du lac Saint-Jean au village de Métabetchouan. Cette confluence est située à :
- 7,3 km au nord-est de la confluence de la rivière Métabetchouane et du lac Saint-Jean ;
- 14,8 km à l'ouest du centre du village de Hébertville ;
- 17,0 km au sud de l'embouchure du lac Saint-Jean (via la Petite Décharge) ;
- 20,6 km au sud-ouest du centre-ville d'Alma ;
- 59,3 km au sud-ouest du centre-ville de Chicoutimi (secteur de Saguenay)[2].

À partir de l’embouchure de la rivière Couchepaganiche, situé sur la rive sud-est du lac Saint-Jean, le courant traverse ce lac vers le nord sur 17,6 km, puis emprunte le cours de la rivière Saguenay via la Petite Décharge sur 172,3 km jusqu’à Tadoussac où il conflue avec l’estuaire du Saint-Laurent.

## Toponymie
Joseph-Laurent Normandin note dans son « Journal de voyage »... de 1732 le nom « Guspajganichiche » pour désigner cette rivière. Dans sa déposition de 1823, l'explorateur François Verreault affirme que cette petite rivière se nomme « Koushpygish », terme innu signifiant « où l'eau monte un peu ». Cependant, le « Petit dictionnaire des noms géographiques du Saguenay », paru en 1944, note que « Koushpaiganish » est un mot innu signifiant « petite rivière de l'embarquement », sens que lui attribue également l'explorateur Normandin.
Le toponyme « rivière Couchepaganiche » a été officialisé le 5 décembre 1968 à la Banque des noms de lieux de la Commission de toponymie du Québec.